# Desmodium arechavaletae
Desmodium arechavaletae é uma espécie do gênero Desmodium que ocorre nas pastagens naturais do subtropico sul-americana, no Uruguai, Paraguai, Argentina, Bolívia e Brasil. No Brasil, tem registros para regiões subtropicais dos Estados de Mato Grosso do Sul, Paraná, Rio Grande do Sul e São Paulo. Ocorre em campos pedregosos. É conhecida vulgarmente como "pegapega", "carrapicho-beiço-de-boi", "amor-agarrado" e "carrapicho", devido à aderência dos frutos.
- Fenologia: flores e frutos de novembro a fevereiro.

- Etimologia: em homenagem ao botânico uruguaio Arechavaleta.